# Altuna distrikt
Altuna distrikt är ett distrikt i Enköpings kommun och Uppsala län. 
Distriktet ligger nordvästra delen av kommunen. 

## Tidigare administrativ tillhörighet
Distriktet inrättades 2016 och utgörs av socknen Altuna i Enköpings kommun.
Området motsvarar den omfattning Altuna församling hade vid årsskiftet 1999/2000.